# Dalasi
El dalasi es la moneda de Gambia, dividida en 100 bututs. La moneda fue creada en 1971 para adaptar las monedas de las colonias británicas al sistema decimal, reemplazando a la libra gambiana al cambio de 1 libra = 5 dalasis.

## Billetes
El 27 de julio de 2006 se imprimieron nuevos billetes con diseños similares a los anteriores, pero éstos poseen nuevos y mejores mecanismos de seguridad para evitar la falsificación del papel moneda.
La actual serie de billetes circulantes:
| Frente | Revés | Denominación | Dimensión   | Motivo del frente                      | Motivo del revés                     |
| ------ | ----- | ------------ | ----------- | -------------------------------------- | ------------------------------------ |
|        |       | 5 Dalasis    | 132 х 69 mm | Niña gambiana y un Martín pescador     | Pastor junto a su rebaño             |
|        |       | 10 Dalasis   | 138 х 72 mm | Niño gambiano y un ibis sagrado        | Edificio del Banco Central de Gambia |
|        |       | 25 Dalasis   | 144 х 75 mm | Hombre gambiano y un abejaruco carmesí | Edificio de la Asamblea Nacional     |
|        |       | 50 Dalasis   | 150 х 78 mm | Mujer gambiana y una abubilla          | Círculos megalíticos de Senegambia   |
|        |       | 100 Dalasis  | 156 х 82 mm | Anciano gambiano y un loro             | Memorial "Arco 22" situado en Banjul |

## Monedas
En 1971 se acuñaron monedas de 1, 5, 10, 25, 50 bututs y 1 dalasi, en cuyos reversos se utilizaron los motivos de los chelines gambianos anteriores. En 1987 se introdujo una nueva moneda de 1 dalasi, acuñada a semejanza de los 50 peniques británicos. Hacia 1998, se redujo el tamaño y el peso de las monedas de 1 dalasi. Las características principales de las monedas de curso legal de la unidad monetaria de Gambia son las siguientes:
| Frente | Revés | Valor     | Metal                    | Forma      | Peso     | Espesor | Diámetro | Borde    | Diseño en el anverso                    | Diseño en el reverso  |
| ------ | ----- | --------- | ------------------------ | ---------- | -------- | ------- | -------- | -------- | --------------------------------------- | --------------------- |
|        |       | 1 Butut   | Acero revestido en Cobre | Circular   | 1,55 gr. | 1,2 mm  | 17,5 mm  | Liso     | Maníes y facial                         | Escudo nacional y año |
|        |       | 5 Bututs  | Acero revestido en Cobre | Circular   | 3,2 gr.  | 1,6 mm  | 20,4 mm  | Liso     | Velero y facial                         | Escudo nacional y año |
|        |       | 10 Bututs | Acero revestido en Latón | Circular   | 5,6 gr.  | 1,5 mm  | 26 mm    | Liso     | Francolín biespolado y facial           | Escudo nacional y año |
|        |       | 25 Bututs | Cuproníquel              | Circular   | 5 gr.    | 1,55 mm | 24 mm    | Estriado | Palma africana de aceite y facial       | Escudo nacional y año |
|        |       | 50 Bututs | Cuproníquel              | Circular   | 9,9 gr.  | 2,5 mm  | 28,5 mm  | Estriado | Buey doméstico africano y facial        | Escudo nacional y año |
|        |       | 1 Dalasi  | Cuproníquel              | Heptagonal | 8,81 gr. | 1,7 mm  | 28 mm    | Estriado | Cocodrilo hociquifino africano y facial | Escudo nacional y año |

Actualmente las monedas que circulan son las de 25, 50 bututs y 1 dalasi; más escasas son las denominaciones de 1, 5 y 10 bututs.